# فرانك غروس
فرانك غروس هو دراج وجندي كندي، ولد في 23 مايو 1919 في Chesley, Ontario ‏ في كندا، وتوفي في 13 يناير 2006 في تشاتام كينت في كندا بسبب سرطان البنكرياس.

## وصلات خارجية
- فرانك غروس على موقع IMDb (الإنجليزية)